# Fayard (Verlag)
Fayard [fajɑʁ], auch Librairie Arthème Fayard,  ist ein 1857 von Jean-François Arthème Fayard gegründeter französischer Verlag mit Sitz in Paris. Er gehört zu Hachette Livre.

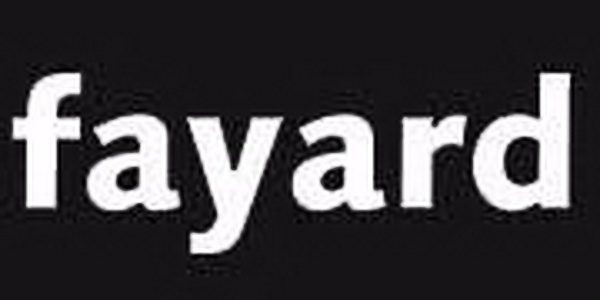
Logo, Fayard Verlag

Schon im 19. Jahrhundert setzte der Verlag auf breites Publikum und gut illustrierte Bücher. Humoristische illustrierte Zeitschriften wie Le Bon Vivant (1899 bis 1911), La vie pour rire und Le petit Illustré amusant (1898 bis 1911) erschienen, gefolgt von Zeitschriften für Jugendliche (La Jeunesse Illustrée 1903, Les Belles Images 1904). Anfang des 20. Jahrhunderts folgten billige Taschenbuchreihen, unter denen die Fantômas-Reihe den größten Erfolg hatte.
In der Zwischenkriegszeit kam eine historische Reihe hinzu, herausgegeben von Pierre Gaxotte. Der Verlag war damals politisch überwiegend rechts orientiert.
Zum Verlag Fayard gehören die Imprints Pauvert (1999 übernommen), Mazarine und die Éditions Mille et Une Nuits. Ab 2009 gehörte Hachette Littérature zum Verlag.
1980 bis 2009 war Claude Durand Verlagsleiter, danach Olivier Nora (von Grasset) und von 2014 bis März 2022 Sophie de Closets, die zu Flammarion wechselte. Seit Juni 2022 führt Isabelle Saporta den Verlag. 2024 setzte der neue Eigentümer Vincent Bolloré Lise Boëll als Leiterin ein, die vorher bei den Verlagen Albin Michel und Plon gearbeitet hat. Sie wurde bekannt, weil sie Éric Zemmour zum Erfolg verholfen hat. Dies wird als ein weiterer Schritt zur konservativen Ausrichtung der Medien von Vincent Bolloré gewertet.